# Woking (circonscription du Parlement britannique)
Pour les articles homonymes, voir Woking.
Circonscription parlementaire de la Chambre des communes
La circonscription de Woking est une circonscription parlementaire britannique située dans le Surrey. Elle inclut l'intégralité du borough de Woking.
Elle a été créée en 1950, à partir de la circonscription de Chertsey. Depuis 2010, elle est représentée à la Chambre des communes du Parlement britannique par Jonathan Lord, du Parti conservateur.

## Members of Parliament
| Élection | Élection | Membre             | Membre | Parti        |
| -------- | -------- | ------------------ | ------ | ------------ |
|          | 1950     | Harold Watkinson   |        | Conservateur |
|          | 1964     | Sir Cranley Onslow |        | Conservateur |
|          | 1997     | Humfrey Malins     |        | Conservateur |
|          | 2010     | Jonathan Lord      |        | Conservateur |

## Élections

### Élections dans les années 2010
| Parti              | Parti                | Candidat             | Voix   | %    | ±     |
| ------------------ | -------------------- | -------------------- | ------ | ---- | ----- |
|                    | Conservateur         | Jonathan Lord        | 26,396 | 48,9 | –5.2  |
|                    | Libéral Démocrate    | Will Forster         | 16,629 | 30,8 | +13.3 |
|                    | Travailliste         | Gerry Mitchell       | 8,827  | 16,4 | –7.5  |
|                    | Green                | Ella Walding         | 1,485  | 2,8  | +0.8  |
|                    | UKIP                 | Troy de Leon         | 600    | 1,1  | –1.0  |
| Majorité           | Majorité             | Majorité             | 9,767  | 18,1 | –12.1 |
| Participation      | Participation        | Participation        | 53,933 | 71,5 | –1.0  |
| Registre électeurs | Registre électeurs   | Registre électeurs   | 75,455 |      |       |
|                    | Conservateur retenir | Conservateur retenir | Swing  | –9.3 |       |

| Parti         | Parti                | Candidat             | Voix   | %    | ±    |
| ------------- | -------------------- | -------------------- | ------ | ---- | ---- |
|               | Conservateur         | Jonathan Lord        | 29,903 | 54,1 | -2.1 |
|               | Travailliste         | Fiona Colley         | 13,179 | 23,9 | +7.7 |
|               | Libéral Démocrate    | Will Forster         | 9,711  | 17,6 | +5.9 |
|               | UKIP                 | Troy de Leon         | 1,161  | 2,1  | -9.2 |
|               | Green                | James Brierley       | 1,092  | 2,0  | -2.1 |
|               | Indépendant          | Hassan Akberali      | 200    | 0,4  | N/A  |
| Majorité      | Majorité             | Majorité             | 16,724 | 30,2 | -9.8 |
| Participation | Participation        | Participation        | 55,246 | 72,5 | +2.5 |
|               | Conservateur retenir | Conservateur retenir | Swing  | -4.9 |      |

| Parti         | Parti                                        | Candidat             | Voix   | %    | ±     |
| ------------- | -------------------------------------------- | -------------------- | ------ | ---- | ----- |
|               | Conservateur                                 | Jonathan Lord        | 29,199 | 56,2 | +5.9  |
|               | Travailliste                                 | Jill Rawling         | 8,389  | 16,1 | +8.1  |
|               | Libéral Démocrate                            | Chris Took           | 6,047  | 11,6 | −25.8 |
|               | UKIP                                         | Rob Burberry         | 5,873  | 11,3 | +7.5  |
|               | Green                                        | Martin Robson        | 2,109  | 4,1  | N/A   |
|               | CISTA                                        | Declan Wade          | 229    | 0,4  | N/A   |
|               | Magna Carta Conservation Party Great Britain | Ruth Temple          | 77     | 0,1  | N/A   |
|               | The Evolution Party                          | Angela Woolford      | 41     | 0,1  | N/A   |
| Majorité      | Majorité                                     | Majorité             | 20,810 | 40,0 | +27.1 |
| Participation | Participation                                | Participation        | 51,964 | 70,0 | −1.5  |
|               | Conservateur retenir                         | Conservateur retenir | Swing  | −1.1 |       |

Le 9 juin 2015, il a été annoncé que le résultat des élections de 2015 avait été contesté par la candidate du Magna Carta Conservation Party, Ruth Temple. Temple a affirmé dans sa pétition que Jonathan Lord n'avait pas été éligible et n'était donc pas dûment élu,.
| Parti         | Parti                                        | Candidat             | Voix   | %    | ±    |
| ------------- | -------------------------------------------- | -------------------- | ------ | ---- | ---- |
|               | Conservateur                                 | Jonathan Lord        | 26,551 | 50,3 | +2.9 |
|               | Libéral Démocrate                            | Rosie Sharpley       | 19,744 | 37,4 | +4.3 |
|               | Travailliste                                 | Tom Miller           | 4,246  | 8,0  | −8.3 |
|               | UKIP                                         | Rob Burberry         | 1,997  | 3,8  | +0.9 |
|               | Peace                                        | Julie Roxburgh       | 204    | 0,4  | N/A  |
|               | Magna Carta Conservation Party Great Britain | Ruth Temple          | 44     | 0,1  | N/A  |
| Majorité      | Majorité                                     | Majorité             | 6,807  | 12,9 | −1.5 |
| Participation | Participation                                | Participation        | 52,786 | 71,5 | +8.1 |
|               | Conservateur retenir                         | Conservateur retenir | Swing  | −0.7 |      |

### Élections dans les années 2000
| Parti         | Parti                     | Candidat             | Voix   | %    | ±    |
| ------------- | ------------------------- | -------------------- | ------ | ---- | ---- |
|               | Conservateur              | Humfrey Malins       | 21,838 | 47,4 | +1.4 |
|               | Libéral Démocrate         | Anne Lee             | 15,226 | 33,1 | +2.8 |
|               | Travailliste              | Ellie Blagbrough     | 7,507  | 16,3 | −4.0 |
|               | UKIP                      | Matthew Davies       | 1,324  | 2,9  | −0.5 |
|               | UK Community Issues Party | Michael Osman        | 150    | 0,3  | N/A  |
| Majorité      | Majorité                  | Majorité             | 6,612  | 14,4 | -1.3 |
| Participation | Participation             | Participation        | 46,045 | 63,4 | +3.2 |
|               | Conservateur retenir      | Conservateur retenir | Swing  | −0.7 |      |

| Parti         | Parti                | Candidat             | Voix   | %    | ±     |
| ------------- | -------------------- | -------------------- | ------ | ---- | ----- |
|               | Conservateur         | Humfrey Malins       | 19,747 | 46,0 | +7.6  |
|               | Libéral Démocrate    | Alan Hilliar         | 12,988 | 30,3 | +3.0  |
|               | Travailliste         | Sabir Hussain        | 8,714  | 20,3 | −0.7  |
|               | UKIP                 | Michael Harvey       | 1,461  | 3,4  | +2.4  |
| Majorité      | Majorité             | Majorité             | 6,759  | 15,7 | +4.5  |
| Participation | Participation        | Participation        | 42,910 | 60,2 | −12.5 |
|               | Conservateur retenir | Conservateur retenir | Swing  | +2.3 |       |

### Élections dans les années 1990
| Parti         | Parti                    | Candidat             | Voix   | %     | ±     |
| ------------- | ------------------------ | -------------------- | ------ | ----- | ----- |
|               | Conservateur             | Humfrey Malins       | 19,553 | 38,4  | −20.7 |
|               | Libéral Démocrate        | Philip Goldenberg    | 13,875 | 27,3  | +0.2  |
|               | Travailliste             | Katie Hanson         | 10,695 | 21,0  | +7.6  |
|               | Conservateur indépendant | Hugh Bell            | 3,933  | 7,7   | N/A   |
|               | Référendum               | Christopher Skeate   | 2,209  | 4,3   | N/A   |
|               | UKIP                     | Michael Harvey       | 512    | 1,0   | N/A   |
|               | Natural Law              | Deirdre Sleeman      | 137    | 0,3   | -0.2  |
| Majorité      | Majorité                 | Majorité             | 5,678  | 11,1  | -19.9 |
| Participation | Participation            | Participation        | 50,914 | 72,7  | -6.5  |
|               | Conservateur retenir     | Conservateur retenir | Swing  | -10.3 |       |

Cette circonscription a subi des changements de limites entre les élections générales de 1992 et 1997 et, par conséquent, la variation de la part des voix est basée sur un calcul théorique.
| Parti         | Parti                | Candidat             | Voix   | %    | ±    |
| ------------- | -------------------- | -------------------- | ------ | ---- | ---- |
|               | Conservateur         | Cranley Onslow       | 37,744 | 58,9 | +0.9 |
|               | Libéral Démocrate    | Dorothy A. Buckrell  | 17,902 | 28,0 | −3.4 |
|               | Travailliste         | James M. Dalgleish   | 8,080  | 12,6 | +2.1 |
|               | Natural Law          | Teresa A. Macintyre  | 302    | 0,5  | N/A  |
| Majorité      | Majorité             | Majorité             | 19,842 | 31,0 | +4.3 |
| Participation | Participation        | Participation        | 64,028 | 79,2 | +4.1 |
|               | Conservateur retenir | Conservateur retenir | Swing  | +2.1 |      |

### Élections dans les années 1980
| Parti         | Parti                | Candidat             | Voix   | %    | ±    |
| ------------- | -------------------- | -------------------- | ------ | ---- | ---- |
|               | Conservateur         | Cranley Onslow       | 35,990 | 58,1 | −0.2 |
|               | Alliance (Liberal)   | Philip Goldenberg    | 19,446 | 31.4 | +2.0 |
|               | Travailliste         | Anita Pollack        | 6,537  | 10,5 | −1.2 |
| Majorité      | Majorité             | Majorité             | 16,544 | 26,7 | −2.2 |
| Participation | Participation        | Participation        | 61,973 | 75,1 | +3.4 |
|               | Conservateur retenir | Conservateur retenir | Swing  | -1.1 |      |

| Parti         | Parti                              | Candidat             | Voix   | %    | ±     |
| ------------- | ---------------------------------- | -------------------- | ------ | ---- | ----- |
|               | Conservateur                       | Cranley Onslow       | 32,748 | 58,3 | +1.2  |
|               | Alliance (Liberal)                 | Philip Goldenberg    | 16,511 | 29.4 | +11.4 |
|               | Travailliste                       | Barbara Broer        | 6,566  | 11,7 | -6.3  |
|               | Party of Associates with Licensees | D. M. Comens         | 368    | 0,6  | N/A   |
| Majorité      | Majorité                           | Majorité             | 16,237 | 28,9 | -4.2  |
| Participation | Participation                      | Participation        | 56,193 | 71,7 | -4.8  |
|               | Conservateur retenir               | Conservateur retenir | Swing  | -5.1 |       |

### Élections dans les années 1970
| Parti         | Parti                | Candidat             | Voix   | %     | ±      |
| ------------- | -------------------- | -------------------- | ------ | ----- | ------ |
|               | Conservateur         | Cranley Onslow       | 31,719 | 57,05 | +11.01 |
|               | Travailliste         | Nigel Beard          | 13,327 | 23,97 | +0.27  |
|               | Liberal              | George H. Dunk       | 9,991  | 17,97 | -10.43 |
|               | National Front       | P. A. Gleave         | 564    | 1,01  | -0.85  |
| Majorité      | Majorité             | Majorité             | 18,392 | 33,08 | +15.44 |
| Participation | Participation        | Participation        | 55,601 | 76,51 | +3.58  |
|               | Conservateur retenir | Conservateur retenir | Swing  | +5.4  |        |

| Parti         | Parti                | Candidat             | Voix   | %     | ±     |
| ------------- | -------------------- | -------------------- | ------ | ----- | ----- |
|               | Conservateur         | Cranley Onslow       | 22,804 | 46,04 | -0.29 |
|               | Liberal              | P. Wade              | 14,069 | 28,40 | -4.01 |
|               | Travailliste         | J. W. Tattersall     | 11,737 | 23,70 | +2.44 |
|               | National Front       | R. Vaughan-Smith     | 921    | 1,86  | N/A   |
| Majorité      | Majorité             | Majorité             | 8,735  | 17,64 | +3.72 |
| Participation | Participation        | Participation        | 49,531 | 72,93 | -7.94 |
|               | Conservateur retenir | Conservateur retenir | Swing  | +1.9  |       |

| Parti         | Parti                | Candidat             | Voix   | %     | ±      |
| ------------- | -------------------- | -------------------- | ------ | ----- | ------ |
|               | Conservateur         | Cranley Onslow       | 25,243 | 46,33 | -10.38 |
|               | Liberal              | P. Wade              | 17,660 | 32,41 | +17.54 |
|               | Travailliste         | J. W. Tattersall     | 11,583 | 21,26 | -7.16  |
| Majorité      | Majorité             | Majorité             | 7,583  | 13,92 | -14.37 |
| Participation | Participation        | Participation        | 54,486 | 80,87 | +10.99 |
|               | Conservateur retenir | Conservateur retenir | Swing  | -14.0 |        |

| Parti         | Parti                | Candidat             | Voix   | %     | ±     |
| ------------- | -------------------- | -------------------- | ------ | ----- | ----- |
|               | Conservateur         | Cranley Onslow       | 37,220 | 56,71 | +5.31 |
|               | Travailliste         | R. M. Taylor         | 18,652 | 28,42 | -2.38 |
|               | Liberal              | P. Wade              | 9,763  | 14,87 | -2.93 |
| Majorité      | Majorité             | Majorité             | 18,568 | 28,29 | +7.69 |
| Participation | Participation        | Participation        | 65,635 | 69,88 | -7.23 |
|               | Conservateur retenir | Conservateur retenir | Swing  | +3.8  |       |

### Élections dans les années 1960
| Parti         | Parti                | Candidat             | Voix   | %     | ±     |
| ------------- | -------------------- | -------------------- | ------ | ----- | ----- |
|               | Conservateur         | Cranley Onslow       | 32,057 | 51,40 | -0.30 |
|               | Travailliste         | Michael Downing      | 19,210 | 30,80 | +1.22 |
|               | Liberal              | Agnes H. Scott       | 11,104 | 17,80 | -0.92 |
| Majorité      | Majorité             | Majorité             | 12,847 | 20,60 | -1.52 |
| Participation | Participation        | Participation        | 62,371 | 77,11 | -0.98 |
|               | Conservateur retenir | Conservateur retenir | Swing  | -0.8  |       |

| Parti         | Parti                | Candidat             | Voix   | %     | ±      |
| ------------- | -------------------- | -------------------- | ------ | ----- | ------ |
|               | Conservateur         | Cranley Onslow       | 31,170 | 51,70 | -15.70 |
|               | Travailliste         | H. G. N. Clother     | 17,834 | 29,58 | -3.02  |
|               | Liberal              | Agnes H. Scott       | 11,285 | 18,72 | N/A    |
| Majorité      | Majorité             | Majorité             | 13,336 | 22,12 | -12.69 |
| Participation | Participation        | Participation        | 60,289 | 78,09 | +0.74  |
|               | Conservateur retenir | Conservateur retenir | Swing  | -6.3  |        |

### Élections dans les années 1950
| Parti         | Parti                | Candidat                 | Voix   | %     | ±     |
| ------------- | -------------------- | ------------------------ | ------ | ----- | ----- |
|               | Conservateur         | Harold Watkinson         | 33,521 | 67,40 | +2.99 |
|               | Travailliste         | R David Vaughan Williams | 16,210 | 32,60 | -2.99 |
| Majorité      | Majorité             | Majorité                 | 17,311 | 34,81 | +5.99 |
| Participation | Participation        | Participation            | 49,731 | 77,35 | +1.63 |
|               | Conservateur retenir | Conservateur retenir     | Swing  | +3.0  |       |

| Parti         | Parti                | Candidat                 | Voix   | %     | ±     |
| ------------- | -------------------- | ------------------------ | ------ | ----- | ----- |
|               | Conservateur         | Harold Watkinson         | 27,860 | 64,41 | -0.54 |
|               | Travailliste         | R David Vaughan Williams | 15,393 | 35,59 | +0.54 |
| Majorité      | Majorité             | Majorité                 | 12,467 | 28,82 | -1.08 |
| Participation | Participation        | Participation            | 43,253 | 75,72 | -3.01 |
|               | Conservateur retenir | Conservateur retenir     | Swing  | -0.5  |       |

| Parti         | Parti                | Candidat             | Voix   | %     | ±     |
| ------------- | -------------------- | -------------------- | ------ | ----- | ----- |
|               | Conservateur         | Harold Watkinson     | 26,522 | 64,95 | +6.97 |
|               | Travailliste         | W. Eric Wolff        | 14,313 | 35,05 | +3.86 |
| Majorité      | Majorité             | Majorité             | 12,209 | 29,90 | +3.12 |
| Participation | Participation        | Participation        | 40,835 | 78,73 | -4.51 |
|               | Conservateur retenir | Conservateur retenir | Swing  | +1.6  |       |

| Parti         | Parti                                  | Candidat                       | Voix   | %     | ± |
| ------------- | -------------------------------------- | ------------------------------ | ------ | ----- | - |
|               | Conservateur                           | Harold Watkinson               | 24,454 | 57,98 |   |
|               | Travailliste                           | T. Davies                      | 13,157 | 31,19 |   |
|               | Liberal                                | Michael Fernley Turner-Bridger | 4,567  | 10,83 |   |
| Majorité      | Majorité                               | Majorité                       | 11,297 | 26,78 |   |
| Participation | Participation                          | Participation                  | 42,178 | 83,24 |   |
|               | Conservateur vainqueur (nouveau siège) |                                |        |       |   |

## Sources
- Résultats élections, 2015 BBC News Online
- Résultats élections, 2010 BBC News Online
- Résultats élections, 2005 BBC News Online
- Résultats élections, 1997–2001 BBC News Online
- Résultats élections, 1997–2001 Election Demon
- Résultats élections, 1983–1992 Election Demon
- Résultats élections, 1950–1979 (Politics Resources)